# Resurrection (альбом Quartz)
Resurrection — альбом-компиляция британской группы Quartz, вышедший в 1996 году. Альбом входит в серию дисков «N.W.O.B.H.M The Hall Of Fame Collection».

## Список композиций
1. Good Times 03:44
2. Around and Around — 06:35
3. Street Fighting Lady — 04:24
4. Bird Man — 05:01
5. Dracula — 08:45
6. Mainline Rider — 03:30
7. Born to Rock the Nation — 02:32
8. Roll over Beethoven (кавер-версия, оригинал — Чак Берри) — 05:53
9. Jailbait — 05:03
10. Belinda — 05:46
11. Nantucket Sleighride (кавер-версия, оригинал — Mountain) — 05:20
12. Pleasure Seekers — 04:27

## Участники записи
- Steve McLoughlin (музыкант) — бас-гитара
- Mick Hopkins (музыкант) — гитара
- Malcolm Cope (музыкант) — ударные
- Geoff Bate (музыкант) — вокал
- Джефф Николс — клавишные
- Mike Taylor — вокал
- Derek Arnold — бас-гитара